# Miroslav Ilić

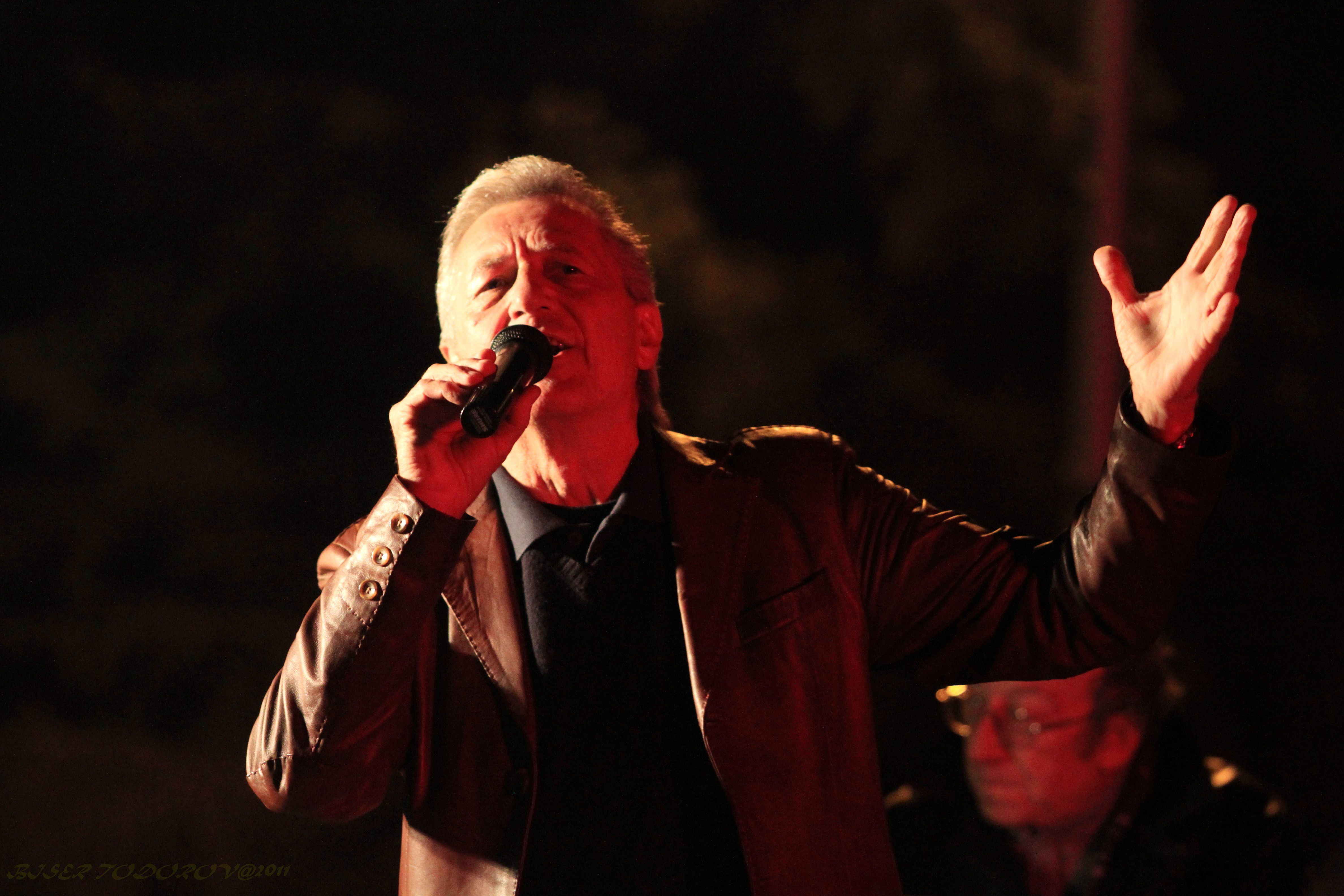
Miroslav Ilić

Miroslav Ilić (serbisch: Мирослав Илић; geboren am 10. Dezember 1950 in Mrčajevci, SFR Jugoslawien) ist ein bekannter serbischer Volkssänger und Liedschreiber. Er ist auch unter dem Spitznamen Slavuj iz Mrčajevaca (Die Nachtigall aus Mrčajevci) bekannt und hat mit vielen bekannten jugoslawischen Musikern zusammengearbeitet, unter anderem Lepa Brena.

## Leben und Karriere
Ilić besuchte das Gymnasium in Čačak und studierte Elektrotechnik an der Universität Skopje. Seine Karriere begann im Jahr 1972 mit dem Lied „Voleo sam devojku iz grada“, das von Obrena Pjevovića geschrieben wurde und das er im Aufnahmestudio Diskos aufnahm. Nach diesem Lied konnte Ilić große Erfolge mit den Liedern „Oj, Moravo, tija reko“, „Moravsko predvečerje“, „Šumadija“ verbuchen, woraufhin er im Jahr 1979 seine erste Schallplatte, „Sreli smo se, bilo je to davno“, veröffentlichte.
Während der NATO-Offensive regte Ilić sich über alle Sänger auf, die das Land ließen, am meisten über seinen ehemaligen Freund Šaban Šaulić. Ilić kritisierte das politische Engagement der Sängerin Zorica Brunclik und ihrem Ehemann Miroljub Arandelovic Kemis (mit dem er an Alben gearbeitet hatte) und sagte, dass sie den Vertrieb PGP RTS ruiniert hätten. Wegen dieser Aussagen zogen Brunclik und Kemis öfters vor Gericht und zeigten ihn wegen Verleumdung an.
Miroslav Ilić setzte kontinuierlich seine musikalische Karriere fort und fiel in der Öffentlichkeit nicht auf. Er ist mit unter den bekanntesten Sängern im ehemaligen jugoslawischen Raum, die ihren Stil und ihr Image nicht verändert haben. Deswegen trägt er mit Recht den Namen „slavuj iz Mrčajevaca“ (Nachtigal aus Mrcajevci).
Zuletzt äußerte sich Ilić negativ zu den Musikvideos der neuen Generation in Serbien, die immer sexuell aufreizender werden, jedoch ungeeignet für die allgemeine Zuhörerschaft sind.

## Diskografie

### Alben
- 1973: Ovom te pesmom pozdravljam
- 1975: Voleo sam devojku iz grada
- 1979: Sreli smo se, bilo je to davno
- 1979: Polomiću čaše od kristala
- 1980: U svet odoh majko
- 1981: Tako mi nedostaješ
- 1982: Shvatio sam, ne mogu bez tebe
- 1983: Kad si sa mnom ne misli na vreme
- 1983: Pozdravi je, pozdravi
- 1984: Putujem, putujem
- 1985: Jedan dan života (Duett-Album mit Lepa Brena)
- 1985: Zoveš me na vino
- 1986: Tebi
- 1987: Misliš li na mene
- 1988: 10 Godina sa vama aka Dan osviće a ja odlazim
- 1988: Balada o nama
- 1989: Lažu da vreme leči sve
- 1990: Šta će nama tugovanje
- 1993: Prošlost moja
- 1993: Naljutićeš me ti
- 1993: Amerika, Amerika
- 1996: Probudi se srce moje
- 1996: Bili smo drugovi
- 1998: Čuvajte mi pesme
- 1998: Lidija
- 1999: Što si rano zaspala
- 2001: Tek smo počeli
- 2002: Može li se prijatelju
- 2004: Eto mene
- 2005: Dajem reč
- 2010: Mani me godina
- 2014: Volim te neizlečivo

### Singles (Auswahl)
- 1965: Savila se vita grana jablana
- 1972: Vesna stjuardesa
- 1973: Razboleh se pod tresnjama
- 1973: Zori, zori, dan se zabjelio
- 1973: Selo moje, zavicaju mio
- 1973: Oj, Moravo zelena dolamo
- 1973: Gina
- 1974: Vragolan
- 1974: Hiljadu suza
- 1975: Daleko si sada
- 1975: Sta je zivot
- 1976: Sta bi htela kad bi smela
- 1976: Boem
- 1977: Jelena
- 1977: Ja ne igram kako drugi svira
- 1978: Vino tocim a vino ne pijem
- 1979: Koliki je ovaj svet
- 1979: Luckasta si ti
- 1979: Polomiću čaše od kristala
- 1980: Otvor prozor, curice malena (Duett mit Dobrivoje Topalovic)
- 1980: Joj Rado, joj Radmila
- 1983: Pozdravi je, pozdravi
- 1983: Nije život jedna žena
- 1989: Lažu da vreme leči sve